# Ausín (Fluss)

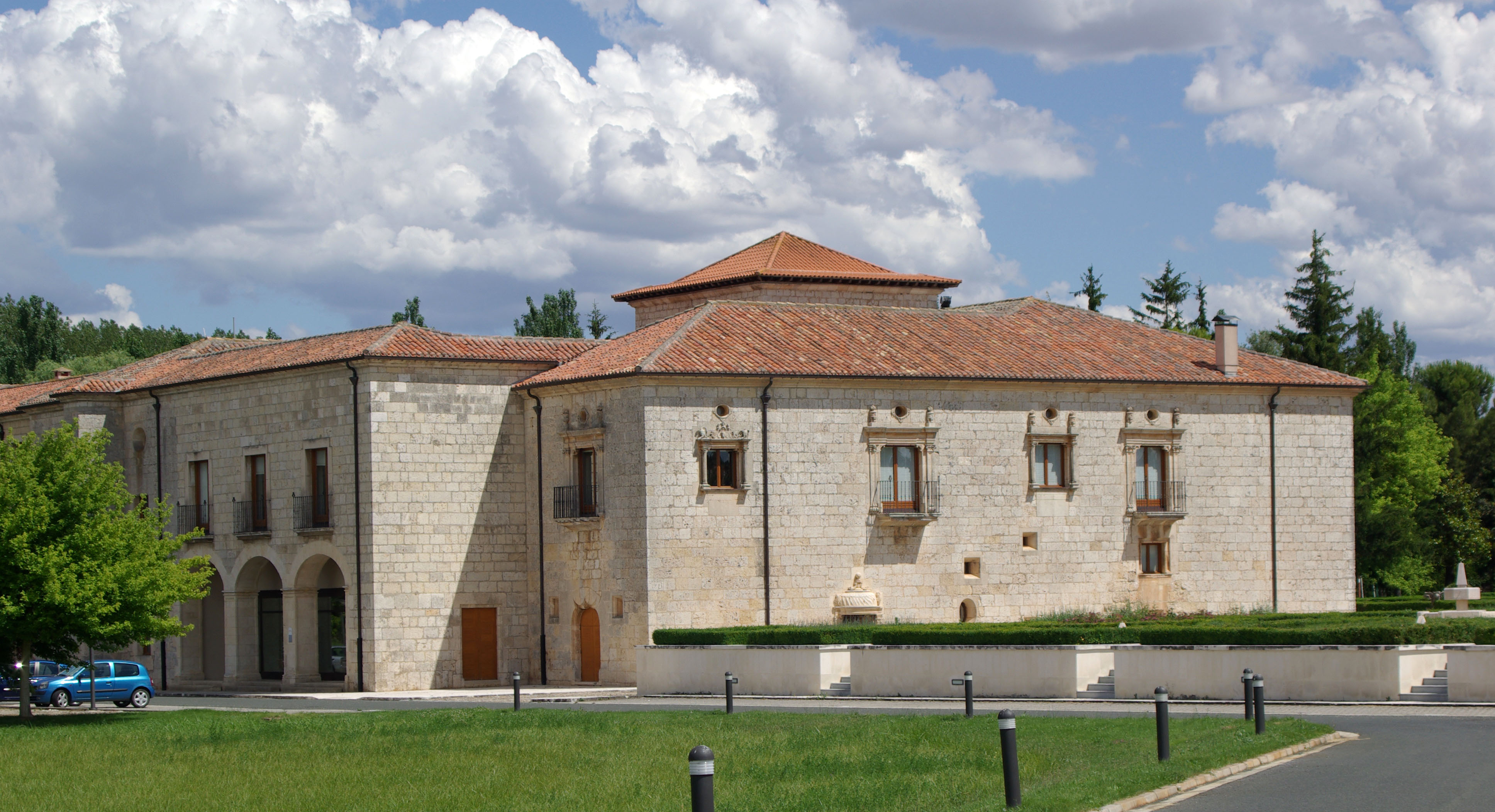
Palacio de Saldañuela

Der Río Ausín (auch Río de los Ausines) ist ein Nebenfluss des Río Arlanzón in der nordspanischen Provinz Burgos in der Autonomen Region Kastilien-León.

## Geographie
Der Río Ausín entspringt etwa einen Kilometer südlich der Gemeinde (municipio) Revilla del Campo aus dem Quellbach des Arroyo Lara, fließt dann in nordwestlicher Richtung und mündet im Nordwesten der Gemeinde (municipio) Cavia in den Río Arlanzón, der seinerseits ein Nebenfluss des Duero ist.

## Zuflüsse
rechts
- Río Viejo

## Orte
- Revilla del Campo
- Los Ausines
- Revillarruz
- Sarracín
- Villariezo
- Arcos de la Llana
- Albillos
- Cayuela
- Cavia

## Sehenswürdigkeiten
An den Ufern des Río Ausín gibt es nur wenige Sehenswürdigkeiten landschaftlicher oder kultureller Art: Der Palacio de Saldañuela bei Sarracín ist ein beachtliches Beispiel ländlicher Renaissance-Architektur. Der Mudéjar-Turm der Kirche San Miguel Arcángel in Arcos de la Llana ist in der Gegend einmalig – ebenso das romanische Taufbecken und die Konsolfiguren in bzw. an der Kirche San Esteban in Cayuela. Auch die Burg (castillo) und das Taufbecken in der Kirche San Pedro Apóstol von Cavia sind sehenswert.